# Zikmund Ignác z Thun-Hohensteinu
Zikmund Ignác Karel hrabě z Thun-Hohensteinu (německy Sigmund/Siegmund Ignaz Karl Graf von und zu Thun-Hohenstein, 11. června 1827 Klášterec nad Ohří – 7. září 1897 Salcburk) byl česko-rakouský šlechtic z rodu Thun-Hohensteinů, působil jako politik a státní úředník. Původně sloužil v armádě, po krátké epizodě na české politické scéně se stal státním úředníkem a zastával funkce místodržitele na Moravě (1870–1872) a v Salcburku (1872–1897).

## Životopis
Narodil se jako čtvrtý syn českého vlastence a politika, hraběte Josefa Matyáše z Thun-Hohensteinu (1794–1868) z klášterecké rodové větve.
Původně sloužil v armádě, vyznamenal se během potlačení revoluce v Uhrách v roce 1849, do výslužby odešel v hodnosti majora. V letech 1867–1869 byl poslancem českého zemského sněmu za velkostatkářskou kurii a do roku 1870 zároveň zástupcem nejvyššího maršálka Českého království. V letech 1870–1872 byl místodržitelem na Moravě a poté až do smrti místodržitelem v Salcburku (1872–1897), kde zároveň zastával funkci zemského finančního ředitele. Byl též c. k. tajným radou a komořím, získal čestné občanství v Salcburku, Telči nebo v rodném Klášterci. Za zásluhy byl nositelem Řádu železné koruny a také několika zahraničních vyznamenání.
V roce 1855 se na zámku v Měšicích oženil s hraběnkou Matyldou z Nostic (1831–1910), dcerou Ervína z Nostic-Rienecku. Měli spolu tři syny, z nichž prostřední Ervín (1858–1870) zemřel v dětství. Nejstarší syn Josef Filip (1856–1932) působil taktéž ve státních službách a byl zemským prezidentem ve Slezsku, nejmladší Felix Leopold (1859–1941) sloužil v armádě a dosáhl hodnosti c. k. polního podmaršála.
Zikmundův nejstarší bratr Josef Osvald (1817–1883) byl majitelem velkostatku Klášterec nad Ohří, v Klášterci byl také dlouholetým starostou. Další bratr Quido z Thun-Hohensteinu (1823–1904) byl významným rakouským diplomatem a později velkopřevorem Maltézského řádu v Čechách.